# Зевс и Ганимед
Зевс и Ганимед (также имеет название «Зевс, похищающий Ганимеда») — терракотовая групповая скульптура, изображающая Зевса с юношей Ганимедом.
Работа создана в первой четверти пятого века и сейчас выставлена в Археологическом музее Олимпии (инвентарный номер 106) рядом с тем местом в Элиде, где была обнаружена.

## История
Первые фрагменты этой скульптурной группы были найдены в 1878 году в юго-западной и западной части Стадиона в Олимпии, недалеко от поверхности. Другие фрагменты обнаруживали на том же месте вплоть до 1938 года. По мере возможности находка дополнялась, реконструировалась и в настоящее время выставлена в постоянной коллекции в местном археологическом музее под общим инвентарным номером T 2. Из-за фрагментарного характера и последовательности нахождения её частей, им были присвоены собственные инвентарные номера; в результате Ганимед иногда упоминается под инвентарным номером 106.

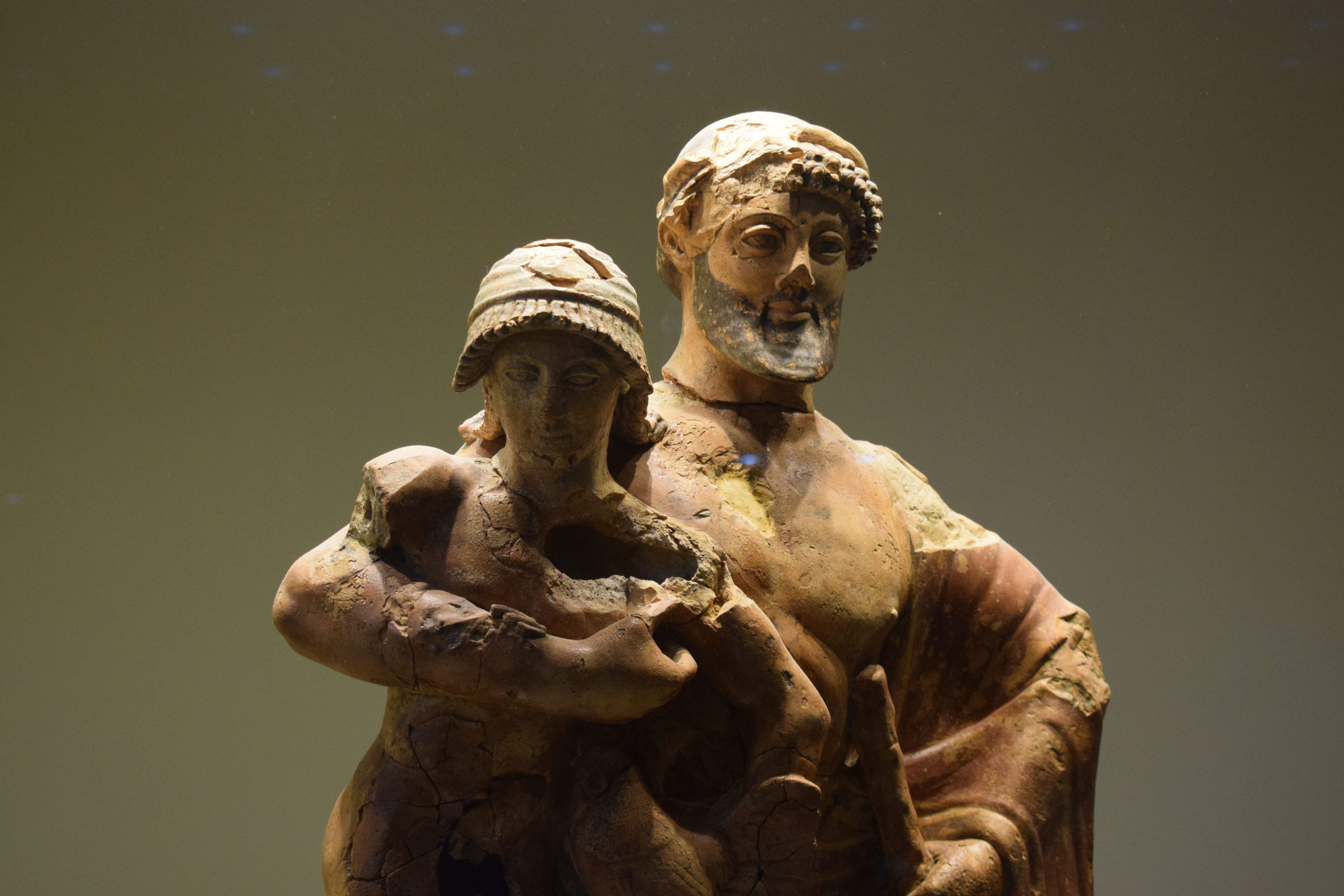
На приближённом расстоянии видны составные части скульптурной группы

Эта группа, вероятно, входила в число акротерия одной из сокровищниц Олимпии; более ранние теории предполагали, что она была современница Храма Зевса в Олимпии. Размер фигур несколько необычен — он меньше натуральной величины, но значительно превышает обычный размер для терракотовых скульптур (110 см). Произведение датируется приблизительно 480—470 годами до н. э., переходным периодом между архаическим и классическим периодами, и приписывается коринфской мастерской.

## Описание
Изображенная в скульптуре сцена хорошо известна из греческой мифологии — это момент, когда Зевс уводит юного Ганимеда на Олимп. Некая гомоэротическая связь между взрослым мужчиной и юношей не вызывала неодобрения в древнегреческой культуре — напротив, она порой становилась частью аристократического идеала.
Две фигуры связаны друг с другом в монолите терракота. Зевс, бо́льшего роста, с тростью в левой руке, держит меньшую фигуру юноши, крепко сжимая его правой рукой под правой рукой Ганимеда, которая почти полностью утрачена. Зевс одет в длинную тунику, которая свободно свисает с его левой руки и бедер. Верхняя часть его тела обнажена, но туника полностью закрывает спину. Босые ноги божества находятся в походной позе. Часть левой ноги плохо сохранилась, как и край туники; есть повреждения правой стопы, левого локтя и головы. Его поврежденная голова, сделанная из отдельного куска глины, украшена головным убором с аккуратными прядями волос, выбивающимися из-под него. Сдержанная улыбка Зевса является поздней формой так называемой «архаической улыбки».
Полностью обнаженная фигура Ганимеда более фрагментарна, чем Зевса, и была реконструирована из большого количества кусочков. Кроме руки, у него отсутствуют часть груди, ступни и гениталии. Ганимед также носит головной убор, длинные волосы ниспадают ему на шею и плечи. Выражение его лица напряженное и серьёзное, резко контрастирующее с довольным выражением лица Зевса.
Остатки краски сохранились во многих местах скульптурной группы, особенно на тунике Зевса, его волосах, бороде и на головном уборе.